# КУВ 26-50 «Адрос»
КУВ 26-50 «Адрос» — устройство для отстрела ложных тепловых целей украинского производства.

## История
После начала весной 2014 года боевых действий на востоке Украины (в ходе которых имели место потери в авиатехнике) возникла необходимость повышения уровня защиты летательных аппаратов вооружённых сил Украины от зенитных ракет. В результате, киевской научно-производственной фирмой «Адрон» были разработаны и предложены устройства отстрела ложных тепловых целей типа КУВ 26-50.
По официальным данным министерства обороны Украины, опубликованным в справочном издании «Белая книга Украины», в 2014 году для ВВС Украины было закуплено 48 устройств типа КУВ 26-50 «Адрос».
В ходе испытаний было установлено, что для оснащения боевых вертолётов и реактивных боевых самолётов желательно разработать варианты с меньшей массой и габаритами. После завершения испытаний, приказом министерства обороны Украины № 153 от 2 апреля 2015 года был официально принят на вооружение вариант КУВ 26-50-01 для установки на самолёты типа Су-25.
В 2015 году для ВВС Украины было закуплено ещё 12 устройств типа КУВ 26-50 «Адрос», одно из них установили на вертолёт Ми-24П, в июне 2015 года проходивший испытания в государственном научно-исследовательском центре вооружённых сил Украины в Черниговской области.
В 2016 году для ВВС Украины было закуплено ещё 84 «комбинированных устройств отстрела ложных тепловых целей» (без указания названия конкретной модели), но в 2017 и 2018 годы в перечне поставок они не упоминались.
Приказом министерства обороны Украины № 41 от 23 января 2017 года был принят на вооружение вариант КУВ 26-50-0 для вертолётов типа Ми-24. Этим же приказом было установлено, что основные тактико-технические и эксплуатационные характеристики устройств, их конструкторская и технико-эксплуатационная документация не содержат секретной информации, информация о устройстве была разрешена к публикации, и изделие было разрешено для экспорта.
В июле 2021 года компания «Адрон» объявила о завершении разработки системы защиты для турбовинтовых самолётов типа Ан-26 (в состав которой входят устройства отстрела ложных тепловых целей КУВ 26-50 и одна станция оптико-электронного подавления «Адрос» КТ-03У в специальных контейнерах). 24 августа 2021 года в военном параде в Киеве приняли участие три самолёта Ан-26 вооружённых сил Украины. Все три участвовавших в параде самолёта были оснащены устройствами отстрела ложных тепловых целей производства киевской компании «Адрон».

## Описание
Изделие представляет собой гладкоствольное стреляющее устройство с электроспуском, которое неподвижно крепится к корпусу летательного аппарата (стандартный блок КУВ 26-50 включает десять 50,2-мм стволов и двадцать 26,6-мм стволов) с питанием от бортовой сети напряжением 27 вольт постоянного тока. Потребляемая мощность — не более 250 ватт.
На летательный аппарат устанавливают чётное количество (не менее двух) пусковых блоков.
В качестве боеприпасов используются помеховые инфракрасные патроны типа "Адрос" ПИК-26, "Адрос" ПИК-50 и "Адрос" ПИК-50В.
Предусмотрены три режима функционирования устройства: ручной режим выброса патронов согласно условиям полёта; автоматический режим выброса патронов по сигналу определителем пуска; режим аварийного выброса; режим встроенного контроля. Время приведения устройства в боевой режим составляет 30 секунд с момента включения.
Назначенный ресурс устройства — 2000 часов налёта или 800 выстрелов на ствол. Назначенный срок службы — до 30 лет. По данным производителя, устройство увеличивает уровень защиты летательного аппарата от управляемых ракет с радиолокационными и инфракрасными головками самонаведения.
По данным каталога экспортной продукции военного назначения компании «Укроборонсервис», устройство способно защитить от ракет переносных зенитно-ракетных комплексов типа FIM-92 Stinger, «Игла» и «Игла-1», а также ракет «воздух-воздух» типа Р-60М, Р-73 и «AIM-9 Sidewinder».
В октябре 2017 года на основании опыта эксплуатации КУВ 26-50 в ВВС Украины было рекомендовано: производить включение системы за 10-15 минут до входа в зону возможного поражения с целью увеличения срока её функционирования, а также учитывать, что отстрел тепловых ловушек является демаскирующим признаком.

## Варианты и модификации
- КУВ 26-50 — первый, универсальный вариант для установки на самолёты и вертолёты (с креплением для установки на фюзеляже)
- КУВ 26-50-0 — вариант для установки на боевые вертолёты типа Ми-24 (оснащён креплением для установки под хвостовой балкой)
- КУВ 26-50-01 — вариант для установки на самолёты типа Су-25 (в том числе, на модернизированные варианты Су-25М1)[1]
- КУВ 26-50-02 — вариант для установки на вертолёты типа Ми-8 (в том числе, на модернизированные варианты Ми-8МСБ)

## Страны-эксплуатанты
- Украина[1][2]